# Котловача
Котловача је мањи кањон на Козари на надморској висини од 660 метара. Њоме тече поток Kотловача по којој је и добила име. Налази се сјевоероисточно од градића Козарца и једног од козарачких висова Козарачког камена, а јужно и испод виса Бешића пољана. 1300 метара је удаљена од пута Козарац-Мраковица.
У Котловачи је изграђен планинарски дом Котловача. Изграђен је средствима и ентузијазмом чланова Планинарског друштва Клековача из Приједора раних година послије Другог свјетског рата. Седамдесетих година прошлога вијека дом је реновиран и дограђен.